# 鹿子畑バイパス
鹿子畑バイパス（かのこはたバイパス）は栃木県那須烏山市上川井からさくら市鹿子畑にかけての国道293号のバイパスである。
この区間の旧国道293号は人家が連なっており、 さらに大型車の交通量が多いにもかかわらず、車道幅員が狭く歩道も整備されていないという問題点を抱えていた。
この問題点を解決するため、旧道の南側にバイパスを建設するとともに沿道の圃場整備事業ならびに河川改修事業も行った。
これにより通過交通と生活道路が分離され、安全で円滑な交通の確保が図られることとなった。
なお、圃場整備によって旧道の西側一部区間は消失している。
旧道の一部区間は栃木県道25号那須烏山矢板線になっている。

## 路線データ
- 起点：栃木県那須烏山市上川井
- 終点：栃木県さくら市鹿子畑
- 全体延長：0.9 km
- 道路幅員：12.0 m
- 車線数：2車線

## 沿革
- 2006年度：事業化
- 2010年12月12日：供用開始